# 園部町上木崎町
園部町上木崎町（そのべちょうかみきざきまち）は、京都府南丹市園部町桐ノ庄地区にある地名。南丹市内では大型のスーパーマーケットやドラッグストア、アパレルショップ、ガソリンスタンドなどが集まり、商業の市内中心地となっている。
本項では現在の地名について園部町上木崎町、上木崎町、または上木崎として記述する。

## 地理
園部町の北西に位置して東西に細長く、村内を京街道（現国道9号）が走り、三戸野峠（現観音峠）を西に超えると新水戸村（現京丹波町）に至る。上木崎町は、園部町黒田・横田・河原町・上本町の北、内林町・木崎町の西、瓜生野の南に位置し、西方の山地は由良川水系と淀川水系の分水界をなす。観音峠から流れ出た準用河川木崎川は上木崎町内を西から東に流れ、南側を流れている一級河川園部川の左岸に落ちる。
上木崎町は都市計画の市街化区域で、第1種住居地域および第2種住居地域、第1種低層住居専用地域がある。

### 上木崎町の小字
南丹市が公示している園部町上木崎町の小字は次の通りである。
- 岩崎（いわさき）
- 大谷（おおたに）
- 大畑（おおばたけ）
- 尾谷（おだに）
- 上中畷（かみなかなわて）
- 下中畷（しもなかなわて）
- 砂尻（すなじり）
- 大将軍（たいしょうぐん）
- 坪ノ内（つぼのうち）
- 寺ノ下（てらのした）
- 峠尻（とうげじり）
- 年ノ森（としのもり）
- 中ノ坪（なかのつぼ）
- 入道（にゅうどう）
- 宮ノ口（みやのくち）
- 四辻（よつつじ）
- 和崎（わざき）

### 河川
- 園部川 – 一級河川
  - 木崎川 – 準用河川
    - 上木崎川 – 普通河川

## 世帯数と人口
以下は、南丹市住民記録による世帯と人口の推移。
| 園部町上木崎町 | 世帯数  | 人口  | 男    | 女    |
| -------------- | ------- | ----- | ----- | ----- |
| 2006年1月1日   | 266世帯 | 734人 | 375人 | 359人 |
| 2010年1月1日   | 265世帯 | 683人 | 342人 | 341人 |
| 2015年1月1日   | 263世帯 | 652人 | 329人 | 323人 |
| 2020年1月1日   | 271世帯 | 594人 | 294人 | 300人 |
| 2025年1月1日   | 278世帯 | 544人 | 273人 | 271人 |

### 人口の変遷
以下は、国勢調査による小地域集計が始まった1995年以降の人口の推移。
| 1995年（平成7年）  | 1,014人 | [ 10 ] |  |
| 2000年（平成12年） | 799人   | [ 11 ] |  |
| 2005年（平成17年） | 1,077人 | [ 12 ] |  |
| 2010年（平成22年） | 1,022人 | [ 13 ] |  |
| 2015年（平成27年） | 994人   | [ 14 ] |  |
| 2020年（令和2年）  | 913人   | [ 15 ] |  |

※2001年（平成13年）には、社会福祉法人長生園（上木崎町坪ノ内）の竣工式が2月にあり、同年4月に特別養護老人ホームの増築（100床増床）により定員240名、ケアハウス設置認可（定員50名）、同年6月にグループホーム設置認可（定員9名）などと、人口が大きく推移するできごとがあった。

### 世帯数の変遷
以下は、国勢調査による小地域集計が始まった1995年以降の世帯数の推移。
| 1995年（平成7年）  | 284世帯 | [ 10 ] |  |
| 2000年（平成12年） | 282世帯 | [ 11 ] |  |
| 2005年（平成17年） | 273世帯 | [ 12 ] |  |
| 2010年（平成22年） | 261世帯 | [ 13 ] |  |
| 2015年（平成27年） | 255世帯 | [ 14 ] |  |
| 2020年（令和2年）  | 230世帯 | [ 15 ] |  |

## 歴史

### 沿革
- 江戸時代 – 幕末の上木崎村（現在の上木崎町と河原町）は園部藩の藩領であった[要出典]。
- 1868年（明治元年） – 上木崎村と下木崎村が統合し、木崎村になる。木崎村は、1889年（明治22年）までの船井郡の村名。明治22年から木崎は桐ノ庄村の大字、1929年（昭和4年）からは園部町の大字であった[18]。
- 1966年（昭和41年） – かつて上木崎村だったところは木崎から離れ、上木崎町と河原町に別れた。木崎のうち残りが木崎町となった[19][20]。
- 2006年（平成18年） – 園部町・日吉町・ 美山町・八木町の4町合併による南丹市誕生に伴い、南丹市園部町上木崎町となる[21]。

### 略年表
- 1881年（明治14年） – 上木崎、下木崎、熊崎がそれぞれ独立して戸長役場を設置[22]
- 1935年（昭和10年） – 慈眼洞（観音トンネル）竣工[16]
- 1956年（昭和31年） – 社会福祉法人長生園[16]
- 1962年（昭和37年） – 倭織物を誘致[23]
- 1968年（昭和43年） – 和崎池の補強事業着工。200年前の構造で老朽化、翌年5月に完工、工事費1600万円[22]
- 1976年（昭和51年） – 上木崎公民館竣工式[22]
- 1982年（昭和57年） – 上木崎町児童公園完成[22]
- 1993年（平成5年） – 永幸食品株式会社の園部工場を誘致[23]

## 伝承

### 大入道
上木崎の春日神社と山陰街道の間の小さな道に、昔、大きな狸が住んでいて、夜になると身の丈一丈もある大入道に化けて、大きな高下駄をはいて、カランコロン・カランコロンとならしながら歩き、道行く村人をおどかしていたという。その時よりこの道を「入道」というようになったという。

### 峠の観音さん
国道9号の観音峠は、むかし三戸野峠や水戸野峠と呼ばれていた。むかし、この峠を通る旅人や馬子が古いわらじを道に捨てていた。ところが石にあたると、その旅人や馬子が急に腹痛で苦しんだ。そこで村人が石を掘ってみると観音様の姿をうつした石がでてきたので、その石の上に堂を建てて祀ったという。したがって、この観音様を「湧出観音（わきでかんのん）」とも「生えるぬき観音（はえぬきかんのん）」とも呼び、それから峠に「観音峠」の名が付いた。

## 交通

### 道路
国道
- 国道9号
  - 観音トンネル – 1935年（昭和10年）に慈眼洞が竣工

府道
- 京都府道19号園部平屋線

市道
- 上木崎本町線

### 峠
- 観音峠（三戸野峠）

### 路線バス

#### 西日本JRバス
園福線
- 園部河原町バス停
- 上木崎バス停
- 観音峠バス停

#### ぐるりんバス
50系統 新光悦村線
- 長生園前バス停
- 上木崎東バス停

## 校区
小学校
- 南丹市立園部小学校[29] – 通称「園小」。園部町小桜町

放課後児童クラブ
- 園部たんぽぽ放課後児童クラブ[30] – 園部町小桜町

中学校
- 南丹市立園部中学校 [29] – 通称「園中」。園部町横田3号

高等学校（口丹通学圏）
- 京都府立園部高等学校
- 京都府立農芸高等学校
- 京都府立須知高等学校
- 京都府立北桑田高等学校
- 京都府立北桑田高等学校美山分校
- 京都府立南丹高等学校
- 京都府立亀岡高等学校

## 施設等
集会施設
- 上木崎区公民館 – 上木崎町岩崎

公園・スポーツ施設
- 上木崎公園 – 上木崎町寺ノ下
- ゲートボール場 – 上木崎町岩崎

医療施設
- げんの耳鼻咽喉科 – 上木崎町寺ノ下
- 京丹アイクリニック – 上木崎町寺ノ下
- 大町歯科医院 – 上木崎町大将軍
- まつみ薬局 – 上木崎寺ノ下

ため池
- 観音池[32]

総貯水量35,000m3
堤高6.2m
堤頂長244m
管理者 観音水利組合
- 宮の谷池[32]

総貯水量2,000m3
堤高4.5m
堤頂長40m
管理者 上木崎町区
- 和崎池[32]

総貯水量30,000m3
堤高5.0m
堤頂長185m
管理者 上木崎町区
福祉施設
- 園部共同作業所 – 上木崎町四辻
- 長生園（ちょうせいえん） – 上木崎町坪ノ内。1956年（昭和31年）に社会福祉法人長生園が生活保護法による保護施設として認可、開設（当時の定員50名）[17]。
  - グループホーム幸せの里
  - 養護老人ホーム長生園
  - ケアハウス長生園
  - 長生園診療所
  - 短期入所介護デイサービスセンター長生き園
  - ヘルパーステーション長生園
  - 長生園居宅介護支援事業所

墓地・火葬場
- 船井郡衛生管理組合火葬場 – 上木崎町坪ノ内
- 香林寺墓地
- 教泉寺墓地
- 長生園納骨堂

その他
- 国土交通省観音スノーステーション – 上木崎町峠尻
- 京都中部広域消防組合園部消防署 – 上木崎町大将軍

## 社寺
- 城﨑神社（きのさきじんじゃ） – 上木崎町岩崎
創建年代等由緒は不明。旧社格は村社。
- 春日神社（かすがじんじゃ） – 木崎町宮ノ口
創祀年代は明らかではないが、1573年（元亀4年）9月の記録があるためその頃には祀られていたと思われる。戦国時代、兵火により焼失するが天正年間（1573～92年）に再興されたと伝えられる。
- 大乗寺（だいじょうじ） – 上木崎町宮ノ口
顕本法華宗の寺院。山号は法華山。
- 萬福寺 – 上木崎町宮ノ口
真言宗泉涌寺派の寺院。
- 香林寺（こうりんじ） – 上木崎町寺ノ下
曹洞宗の寺院[33]。
- 観音堂（かんのんどう） – 上木崎町峠尻
観音堂のあるところは藩政時代、上木崎村と下木崎村（市場、河原、高田）（現在の上木崎町、河原町、木崎町）の立会管理になっていた[34]。この観音堂は古くから歯痛に効くと言い、そのため「歯痛観音」とも呼ばれていた。自然石を仏像の本体にあてていて、これを「湧出のため」とも記しており、そのため「湧出観音」とも呼ばれていた[35]。
- 天理教 桐ノ庄分教会 – 上木崎町岩崎
- 六地蔵
- 和み地蔵

## 史跡

### 中畷古墳
上木崎町上中畷にある前方後方墳。築造時期は、古墳時代前期の4世紀前半頃と推定されている。

### 上木崎城跡
上木崎町下中畷にある城跡。園部川とそれに流れ込む支流が合流する東へ長細く伸びた丘陵に築かれており、西の尾根続きには黒田城跡がある。

## 文化財等
園部町上木崎にある指定および登録の文化財、ならびにレッドリストは次の通り。
建造物
- 城崎神社 本殿 – 2021年（令和3年）3月31日、京都府暫定登録文化財[38][39]

地質・岩石
- 四射珊瑚とトリティシーテス（古生代ペルム紀の石灰岩） – 京都府レッドデータブック2015年カテゴリー：要注意[40]

## 生活

### 上下水道
- 南丹市公共上水道
- 南丹市公共下水道

### NTT固定電話
同じ南丹市内であっても、園部MAの園部町上木崎町と、亀岡MAの八木町地区の相互通話には、市外局番 (0771)が必要である。
| 番号区画コード | 単位料金区域 | 市外局番 | 市内局番 |
| -------------- | ------------ | -------- | -------- |
| 418            | 園部MA       | 0771     | DE62     |

### 日本郵便
- 郵便番号 – 622-0011[4]
- 上木崎町にある郵便ポスト[41]
  - ポスト番号011101 – 上木崎町寺ノ下（ファッション館ダイコー前）。型：差出箱14号
  - ポスト番号011102 – 上木崎町坪ノ内（長生園前）。型：差出箱14号

### 電気
- 一般送配電事業者 – 関西電力送配電株式会社
- 交流電気の周波数 – 60Hz

## 防災

### 避難所
収容避難所
- 南丹市立園部中学校 – 園部町横田[42]

一時避難所
- 上木崎町会議所 – 上木崎町寺ノ下[42]

臨時避難所
- 南丹市国際交流会館 – 園部町小桜町[42]
- こむぎやま健康学園 – 園部町小桜町[42]
- 園部海洋センター – 園部町小桜町（園部公園内）[42]
- 南丹市立園部幼稚園 – 園部町小桜町[42]
- 南丹市立城南保育所 – 園部町城南町中井[42]

広域避難地
- 園部公園一帯 – 園部町小桜町[42]

一時避難地
- 南丹市立園部小学校グラウンド – 園部町小桜町[42]

### 消防署及び消防団
- 京都中部広域消防組合管轄区域
  - 最寄りは園部消防署（上木崎町大将軍）
- 南丹市消防団園部支団第2分団第1部第3班（上木崎町・河原町班）の活動区域[43]

| 名称 | 南丹市消防団 | 園部支団   | 第2分団                        | 第1部                        | 第3班            |
| 範囲 | 南丹市全域   | 園部町全域 | 元桐地区全域及び元村地区の一部 | 横田・黒田・上木崎町・河原町 | 上木崎町・河原町 |

### 防災行政無線
災害情報や行政情報などを、音声で伝える通信設備。家庭などに設置している「戸別受信機」と小学校などにある「屋外拡声子局」から音声が発せられる。区などに貸し出されている「地区遠隔制御装置」からも集落内放送ができる。
毎日12時と17時には、動作確認として時報の音楽が流される。12時が「エーデルワイス」、17時が「夕焼け小焼け」。

#### サイレン吹鳴
火災時にサイレン吹鳴がある。上木崎町では毎月1日21時、動作確認と火災予防啓発のため、サイレン吹鳴が実施される。そのほか、春と秋の火災予防週間にも鳴らされる。
- 火災時
- 毎月1日21時
- 春の火災予防週間:3月1日～7日
- 秋の火災予防週間:11月9日～15日